# Cratere Cañas
Cañas  è un cratere sulla superficie di Marte.